# André Niklaus

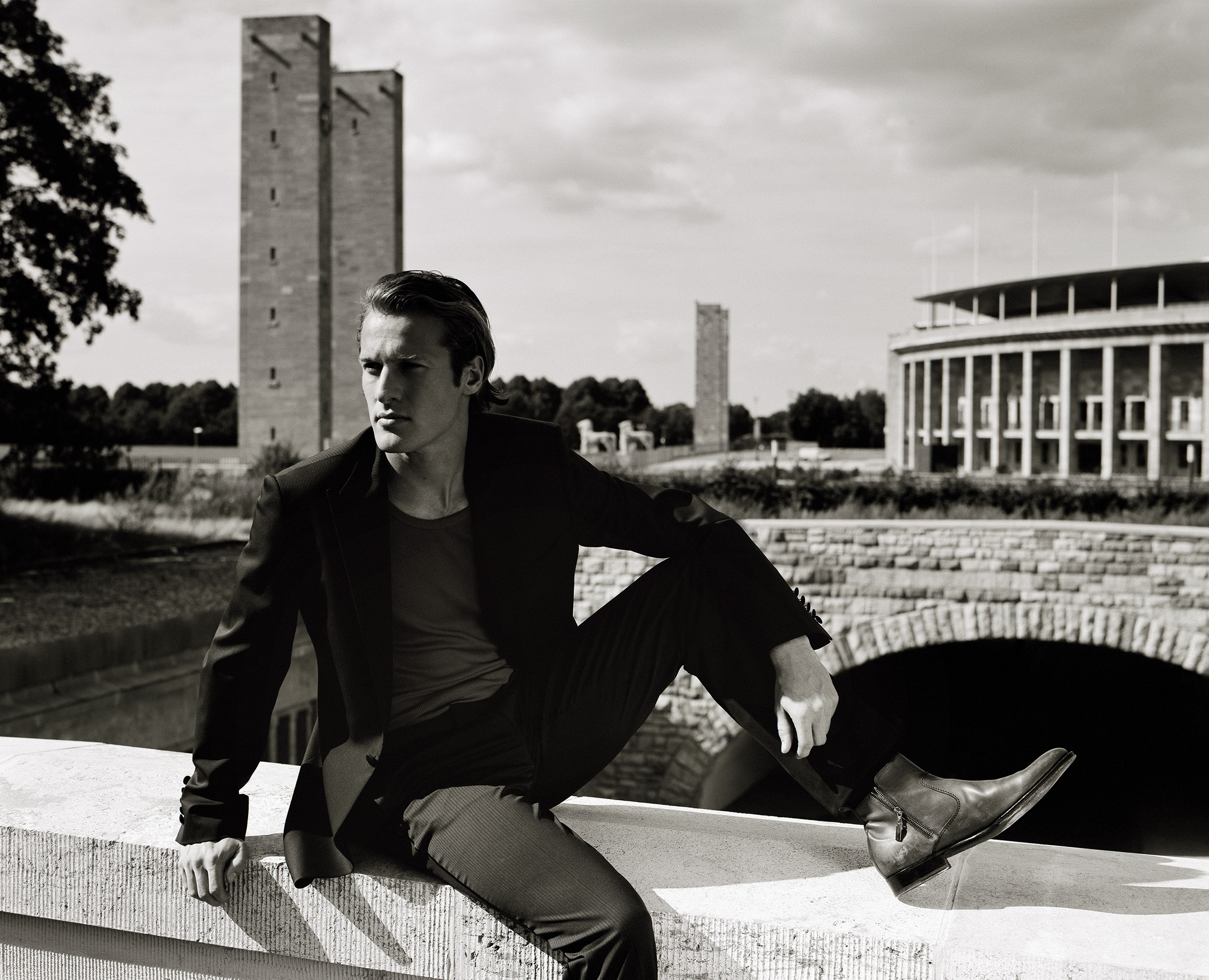
André Niklaus fotografiert von Oliver Mark, Berlin 2007

André Niklaus (* 30. August 1981 in Berlin) ist ein ehemaliger deutscher Zehnkämpfer. 

## Werdegang
Niklaus wurde als Sohn der Fechterin Mandy Niklaus geboren. Nach einem vierten Platz bei den Junioreneuropameisterschaften 1999 gewann er bei den Juniorenweltmeisterschaften 2000 in Santiago de Chile Bronze. Mit 7712 Punkten im Zehnkampf lag er dabei einen Rang vor Dmitri Karpow. Ein Jahr später übertraf er als Sieger bei den U23-Europameisterschaften 2001 in Amsterdam mit 8042 Punkten erstmals die 8000-Punkte-Marke. 2003 verteidigte Niklaus in Bydgoszcz mit 7983 Punkten seinen Titel von 2001. 
Bei den Weltmeisterschaften 2003 in Paris/Saint-Denis wurde er Achter mit 8020 Punkten.
2005 konnte sich Niklaus beim Mösle Mehrkampf-Meeting in Götzis auf 8074 Punkte steigern. Die deutsche Weltmeisterschaftsqualifikation in Ratingen gewann er mit 8193 Punkten. Bei den Weltmeisterschaften in Helsinki belegte er dann mit 8316 Punkten den vierten Rang mit 69 Punkten Rückstand auf den drittplatzierten Attila Zsivóczky. 

In der Hallensaison 2006 belegte Niklaus beim Einladungswettkampf in Tallinn mit 6067 Punkten den zweiten Platz hinter dem punktgleichen Roman Šebrle. Fünf Wochen später steigerte sich Niklaus bei den Hallenweltmeisterschaften in Moskau auf 6192 Punkte und wurde Weltmeister im Siebenkampf vor Bryan Clay mit 6187 Punkten und Roman Šebrle mit 6161 Punkten. In den Einzeldisziplinen erzielte er folgende Leistungen: 60 Meter 7,06 s, Weitsprung 7,64 m, Kugelstoßen 14,41 m, Hochsprung 2,07 m, 60 Meter Hürden 8,14 s, Stabhochsprung 5,30 m, 1000 Meter 2:47,80 min. Damit rangiert er in der deutschen Bestenliste auf Platz zwei hinter Frank Busemann, der 2002 in Tallinn 6291 erreichte.

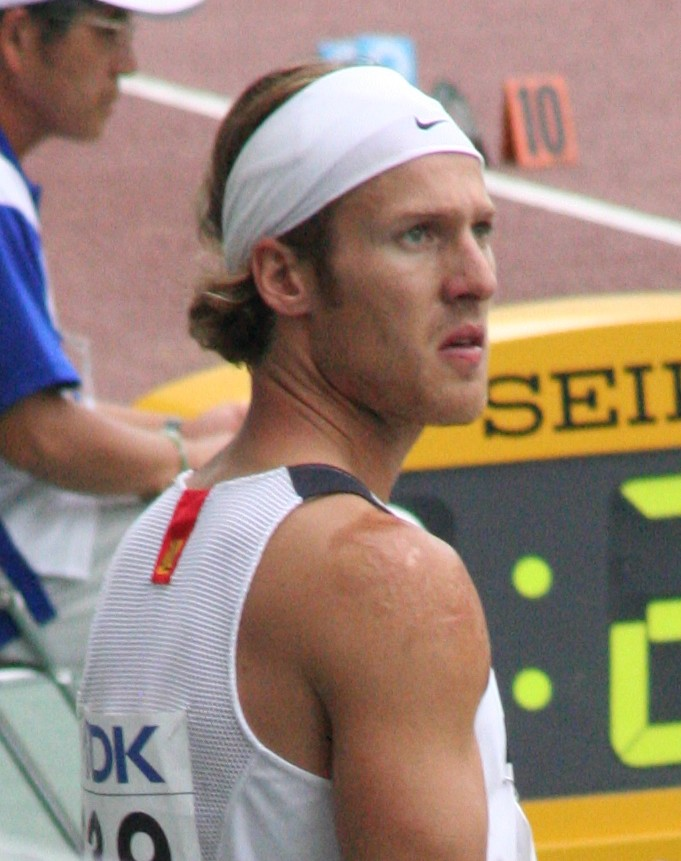
André Niklaus 2007

Nachdem er in Götzis 2006 Vierter mit 8239 Punkten geworden war, verletzte er sich und musste die Saison abbrechen. Ein Jahr später stellte er als Fünfter von Götzis mit 8340 Punkten eine neue persönliche Bestleistung auf, steigerte sich bei den Weltmeisterschaften in Osaka erneut und wurde mit 8371 Punkten Fünfter.
Mit 7536 Punkten gewann Niklaus am 27./28. August 2011 in Vaterstetten seinen ersten nationalen Einzelmehrkampftitel, nachdem er in der Mannschaft zusammen mit Steffen Landgraf und Marian Geisler schon 2004 Gold in Vaterstetten geholt hatte.
André Niklaus hatte bei einer Größe von 1,90 m ein Wettkampfgewicht von 82 kg. Er startete für die LG Nike Berlin und trainierte bei Rainer Pottel. Im Juni 2013 beendete er seine Karriere.
Niklaus ist mit der ehemaligen Beachvolleyballerin Ilka Semmler verheiratet.